# 占空比

工作週期 定义为脉冲序列信号在一个周期内，正半周持续时间与周期的比值。

工作週期（英语：Duty Ratio，Duty Cycle），是频射、微波电路、低频交流和直流电流等多个领域的一个概念，表示在一个周期内，工作时间与总时间的比值，有多个具体定义方式。

## 定义
工作週期有多个定义方式：

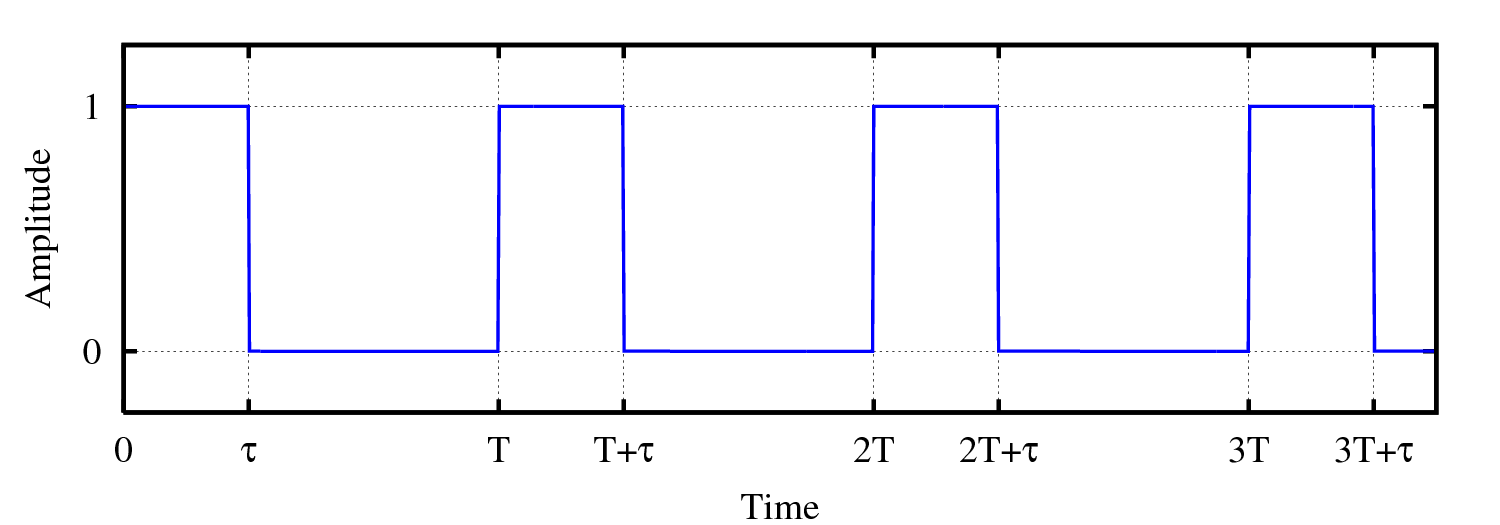
工作週期D定义为脉冲持续时间与方波周期（T）的比值。

- 在一串理想的脉冲序列中（如方波），代表1的正脉冲的持续时间与脉冲总周期的比值。例如：脉冲宽度1μs，信号周期4μs的脉冲序列工作週期为0.25。
- 在一段连续工作时间内脉冲占用的时间与总时间的比值。
- 在连续可变斜率增量调制中，比特“1”的平均比例。
- 在周期型的现象中，现象发生的时间与总时间的比。
- 脉冲信号高电平持续的时间（称为脉冲宽度）与脉冲周期的比值，称为脉冲的工作週期 {\displaystyle D}[5]。即

{\displaystyle D={\frac {PW}{T}}\times 100\%}
- 在焊接供电中[7]，工作週期是焊接设备的规格，指每10分钟里，电焊机能连续工作几分钟，而不会导致过热，影响寿命[8]。例如：一個工作週期为20％的電焊機意味著，每工作2分鐘必須休息8分鐘[9]。
- 在（射頻）電子學的領域，包括核磁共振波谱法（NMR）中的工作週期指平均功率與峰值功率的比值。[9]

## 测量与调节
测量工作週期一般可以用示波器（波形显示）或万用表（数值显示）来完成。调节信号发生器可以提供工作週期可变的脉冲信号。

## 应用

### 汽车控制系统
工作週期信号可以控制电磁阀的开启度，如炭罐清除阀和自动变速器等机构中的液压控制阀等。炭罐清除阀大约每隔4分钟开启1分钟。但由于发动机有不同的工作状况，简单地全开、全闭不能满足要求。采用工作週期控制信号，能通过脉冲电流的脉宽在0～100%间控制炭罐清除阀的开度。

### 生物系统
工作週期的概念也用于描述神经元和肌肉纤维的活动。例如，在生物神经网络中，工作週期特别指一个周期中神经元保持活动比例。